# Parafia Trójcy Przenajświętszej w Katowicach
Parafia Trójcy Przenajświętszej w Katowicach Kostuchnie – rzymskokatolicka parafia w dekanacie Katowice Panewniki przy ul. Tadeusza Boya-Żeleńskiego 34.

## Historia
Została erygowana 20 grudnia 1957 roku przy kościele tymczasowym, wzniesionym po wojnie. Nowy kościół pw. Trójcy Przenajświętszej, postawiony w miejsce dotychczasowego, poświęcił abp Damian Zimoń w 1995 roku. Stary kościół został wyburzony z powodu złego stanu budynku. Parafia liczy 7.400 wiernych.

## Grupy parafialne
Przy parafii na Kostuchnie działają następujące grupy duszpasterstwa parafialnego: Bractwo św. Józefa, Diakonia Modlitwy, Domowy Kościół, Ruch Dzieci Maryi, Franciszkański Zakon Świeckich, Grupa Biblijna, Grupa Lektorów, Ministranci, Redakcja „Trinitas”, Oaza młodzieżowa, Wieczernik modlitwy za kapłanów, Zespół Charytatywny.